# Morienne
 Morienne  es una comuna y población de Francia, en la región de Alta Normandía, departamento de Sena Marítimo, en el distrito de Dieppe y cantón de Aumale.
Su población municipal en 2008 era de 172 habitantes.
Está integrada en la Communauté de communes du Canton d'Aumale.

## Demografía
| 697 | 532 | 527 | 574 | 552 | 535 | 562 | 525 | 545 | 523 | 550 | 516 | 514 | 518 | 484 | 489 | 527 | 478 | 415 | 434 | 453 | 409 | 417 | 462 | 472 | 208 | 193 | 225 | 233 | 180 | 190 | 178 | 172 |
| Para los censos de 1962 a 1999 la población legal corresponde a la población sin duplicidades (Fuente: INSEE [Consultar]) |     |     |     |     |     |     |     |     |     |     |     |     |     |     |     |     |     |     |     |     |     |     |     |     |     |     |     |     |     |     |     |     |